# Domschatz der Stiftskirche St. Gallen

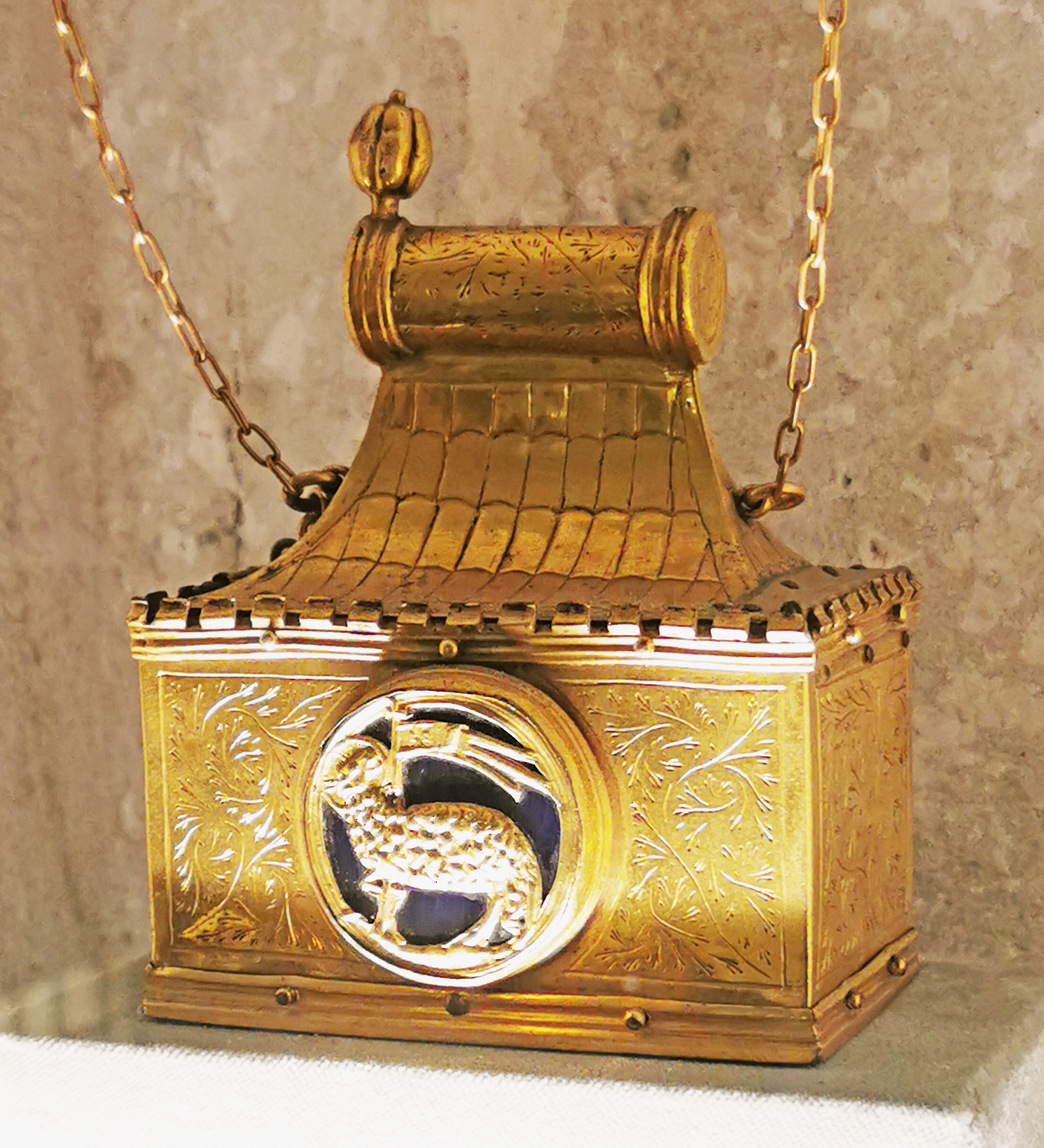
Otmarsreliquiar

Der Domschatz der Stiftskirche St. Gallen ist eine wertvolle Sammlung an Kunstgegenständen von der Zeit des Gallusklosters bis in die Gegenwart. Er gilt heute als Zeugnis für die Kultur der ehemaligen Fürstabtei. Frühe Inventaraufzeichnungen belegen, dass die Abtei bereits vor dem Jahr 1000 einen wertvollen Schatz besass. Gegenstände waren liturgische Gefässe, Kreuze, Leuchter, Reliquienschreine und Gewänder. Im Lauf der Geschichte wurde der Schatz öfters geplündert und eingeschmolzen. Während der Reformationszeit wurden diverse Stücke des Domschatzes entwendet; sei es durch Personen aus dem eigenen Haus oder durch Fremde. Im Domschatz sind seitdem fast keine mittelalterlichen Stücke mehr erhalten. In der Barockzeit kamen neue Kostbarkeiten hinzu. Die Sammlung ist nicht öffentlich zugänglich, doch eine 2019 neu eröffnete Dauerausstellung zeigt im Gewölbekeller einige Gegenstände des Domschatzes.
Der Stiftsbezirk St. Gallen wurde 1983 in die UNESCO-Welterbe-Liste aufgenommen.

## Schatz allgemein
Ein Dom-, Kirchen- oder Klosterschatz beschreibt alle wertvollen Gegenstände (Kunstschätze) jener Gebäude. Er enthält auch Unbewegliches, das nicht fest mit dem Bau verbunden ist. Dieser Schatz ist im Laufe der Geschichte einem steten Wandel unterworfen, wenn neue Gegenstände dazukommen oder andere wegfallen.
Ein Domschatz enthält viele Gegenstände, die zum kirchlichen Dienst verwendet werden. Zum Domschatz der Stiftskirche von St. Gallen gehörten im Laufe der Geschichte beispielsweise Altarkreuze, Prozessionskreuze, Reliquienkreuze, Monstranzen, Reliquiare, Kelche, Krüge, Messkännchen und -platten, Rauchfässer und -schiffchen, Altarleuchter, Kandelaber, Öl- und gläserne Lampen, Plenarien, Kanontafeln, Messbuch-Beschläge, (Heiligen-)Statuen aus Edelmetallen und ebenso zeremonielle Kleidung oder Pontifikalstäbe. Des Weiteren sind es unbewegliche Kirchenausstattungen, wie Krypten, Altäre, Altarverkleidungen, Retabeln, Ziborien, Trabesanlagen und Schranken, Kanzeln und Lesepulte. Doch auch profane Gegenstände fanden Einzug in die Aufzeichnung wertvoller Gegenstände, wie Kämme aus Elfenbein zur Körperpflege der Mönche.

## Wissenschaftliche Spurensuche
Im Laufe der Zeit haben sich mehrere Wissenschaftler daran versucht, Wissen über die Entstehung, Aufbewahrung und den Verlust von Gegenständen des Klosterschatzes von St. Gallen zusammenzustellen. Darunter fokussierten sie sich oft auf ausgewählte Zeiträume. Dora Fanny Rittmeyer befasste sich vornehmlich mit Goldschmiedewerken von 613–1532, wobei die in den Chroniken erwähnten Werke heute nicht mehr vorhanden sind, und mit dem Schatzbestand zwischen 1523 und 1805. Weitere Forscher waren Erwin Poeschel, J. R. Jahn, August Hardegger. Gerold Meyer von Knonau (1843–1931) interpretierte Quellen für Rekonstruktionsversuche einzelner Objekte. 1991 veröffentlichte Roger Seiler seine Arbeit über den Zeitraum vom 9. bis 13. Jh. Die Glaubwürdigkeit der Quellenlage dieser Epoche erlaubte ihm einzelne Rekonstruktionen.
Als Quellen dienen die unterschiedlichsten Aufzeichnungen. Darunter nicht nur Inventarlisten, Aufzeichnungen der Kloster- oder Lebensgeschichte einzelner Schenkungsurkunden, sondern ebenfalls Rechnungen, Originale und Abschriften, Briefe, Notizen und Tagebuchaufzeichnungen. Selbst wenn von 1594 bis hin zum letzten Abt Tage- und Rechnungsbücher beinahe vollständig erhalten sind, bleibt die Suche nach Objekten mühsam, nicht zuletzt der schwer lesbaren Handschriften wegen.
Für das Kloster war in der Regel der aktuelle Bestand an Kunstschätzen interessant. Derartige Inventuren wurden oft nur als blosse Auflistung auf lose Blätter geschrieben und nicht aufbewahrt. Diese Daten helfen für eine quantitative, statistische Erfassung des Schatzes. Eine Herausforderung stellt die unterschiedliche Sortierung des Inventars dar. Während manche Schreiber die Wertgegenstände nach Gebrauchsgruppen ordneten, notierten es anderen nach Aufbewahrungsorten, z. B. Schränken.

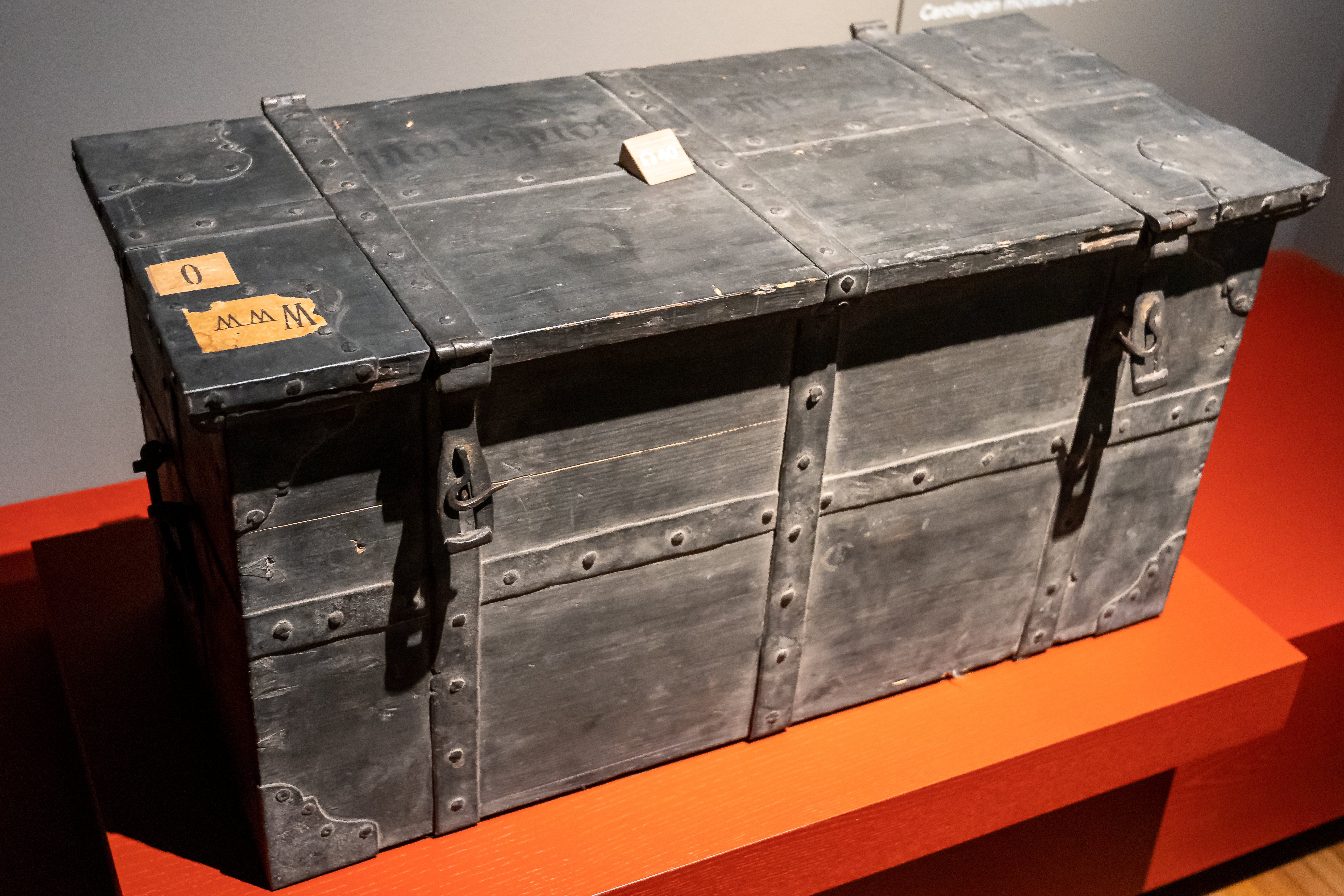
Fluchtkiste für Kunstschätze

Beispiel für eine gute Momentaufnahme des Bestands ist das Register der Transportkisten, in denen wegen Kriegsgefahr um 1708 und 1712 im Toggenburgerkrieg die Sakristeigegenstände verpackt waren, damit sie im Notfall schnell abtransportiert werden konnten. Auch durch Verluste lassen sich Momentaufnahmen erlangen: Im Krieg des Jahres 1252 mit dem Bischof von Konstanz entstand nach einer Plünderung des Klosters das «Klagelied des Gallus», der Plangtus beati Galli, welches die Verluste der geraubten Gegenstände aufzählt.
Die Mehrung des Schatzes entstand nicht allein durch Kunstgegenstände, sondern auch durch Rohmaterialien wie Gold oder Elfenbein, die in den klosterinternen Werkstätten erst verarbeitet wurden. Die meisten Listen sind in einem Gemisch von Deutsch und Latein geschrieben. Der synonyme Gebrauch verschiedener Ausdrücke auch innerhalb einer Sprache erschwert die exakte Zuordnung zu einzelnen Gegenständen. Für Rekonstruktionen einzelner Gegenstände sind Forscher auf detaillierte Aufzeichnungen angewiesen. Detailreiche Beschreibungen von Gegenständen spiegeln nicht unbedingt deren wahren Wert oder Bedeutung wider. Gegenstände aus wertlosem Material, die für unsere Zeit jedoch von historischer Bedeutung wären, wurden nicht aufgeführt. Die Auswahl an beschriebenen Objekten erscheint oftmals zufällig. Allein die Benennung des Materials ist unter Umständen ungewiss. So taucht ein Kelch aus Onyx auf, einer aus Bernstein, wobei es sich eventuell um ein und denselben handelt. Hinweise, die zeitlich weit auseinanderliegen, wurden zusammengefügt und auf ein und dasselbe Stück bezogen. Vieles muss daher hypothetisch bleiben.
Die Kunstgegenstände des Klosterschatzes waren in Benutzung. Erhaltene Stücke zeigen Spuren jahrhunderterlangen, intensiven Gebrauchs, inklusive Reparaturen. Teile oder Materialien wurden restauriert oder zu neuen Objekten zusammengefügt. Auf dem Deckel des Codex 53 wurden zum Beispiel verlorene Steine durch Stücke von ausgedienten Goldschmiedearbeiten ersetzt. Oder als 1513 das Hauptreliquiar des hl. Gallus brüchig wurde, musste für ein neues das Silber des alten eingeschmolzen und wiederverwendet werden. Was heute drastisch vorkommt, erschien damals wenig radikal, weil die Funktionsfähigkeit und hohe Wertigkeit eines Gegenstands ja erhalten blieb. Die ästhetischen Vorstellungen und die liturgischen Bräuche wandelten sich ebenfalls im Lauf der Zeit, was zu Veränderungen im Kirchenschatz führte. So ersetzten beispielsweise Retabeln die Ziborien im Altarbereich. So waren einzelne Objekte dem Wandel unterworfen, nicht jedoch die funktionale Gesamtheit des Kirchenschatzes.

## Mehrung und Zerstörung im Laufe der Geschichte
Während es eine wesentliche Ursache für die Vergrösserung des Schatzes gab – nämlich Schenkungen für das persönliche Seelenheil –, gab es im Lauf mehrerer Jahrhunderte manche Ereignisse, die den Domschatz dezimierten. Auf der einen Seite geschah dies durch Raub, Diebstahl, Plünderung oder Naturkatastrophen wie Brände. Auf der anderen Seite, und weitaus umfänglicher, reduzierten Verkäufe und Verpfändungen durch Äbte des Klosters den Kirchenschatz. Benötigt wurde das Geld für Unterhalt, Reisen, Hofhaltung, Königsdienste oder aufgrund von Misswirtschaft. Der Materialwert diente als Wertrücklage, auf die in Zeiten der Not zurückgegriffen werden konnte. Zum Verkauf eigneten sich nicht nur naheliegende Objekte, wie liturgische Gegenstände. Silberne Streifen, die zur Zierde der Kirche an Balken und Säulen angebracht waren, oder Stoffe mit eingewebtem Gold wurden u. a. auch zu barer Münze gemacht. Denn zu den wertvollen Kunstgegenständen zählten auch liturgische Gewänder. In alten Inventarlisten war einst von 76 Messgewändern und 32 Chormänteln die Rede. Der Chormantel von Abt Franz im 16. Jh. enthielt nicht nur Verzierungen mit goldenen Fäden, sondern ganze Bildnisse aus Gold. Dadurch wurde der Mantel so schwer, dass ein Diener ihn während der Messe hochhalten musste.
Geraubte Gegenstände kamen selten in das Kloster zurück. Und wenn sie es taten, waren u. U. hochwertige Materialien durch weniger wertvolle ersetzt worden; «Das Gold […] entfernt und mit Silber repariert», wie eine Quelle es lakonisch beschreibt.
Die Äbte waren jedoch nicht nur für die Dezimierung des Domschatzes verantwortlich, sondern unter ihnen waren viele auch grosszügige Stifter. Das erste Reliquiar, so heisst die Legende, brachte der heilige Gallus selber mit: Eine Kapsel mit Reliquien der Heiligen Jungfrau Maria und der heiligen Desiderius und Mauritius. Der Abt Salomon (Amtszeit 890–919) brachte dem Kloster besonders reiche Geschenke. Bereits vor seiner Aufnahme in den Orden stiftete er ein reichgeschmücktes Tragereliquiar in Kapellenform. Ein weiteres Geschenk aus Gold stiftete er bei seinem Eintritt ins Kloster. Später als Abt folgten Schenkungen zu Ehren Heiliger – und wohl zur eigenen Ehre, denn die Geschenke trugen seinen Namen. Salomon war zugleich Bischof von Konstanz und beschaffte Reliquien aus Rom, für die er kostbare Schreine anfertigen liess. Abt Gerhard (Amtszeit 996–1001) bereicherte den Klosterschatz mit Gold- und Silbergegenständen sowie Paramenten, allerdings hatte er diese mit Gewalt aus dem zugehörigen Kloster Aadorf entwendet.
Im Zeitraum vom 9. bis zum 11. Jh. wuchs der Domschatz an, doch ab 1077 häuften sich die Verluste. Wesentliche Verluste brachten kircheninterne und gesellschaftliche Differenzen, wie der Investiturstreit und Kriege mit dem Bischof von Konstanz 1252. Oder auch das Abt-Schisma im Jahre 1272, das zeitgleich einen geistigen Tiefpunkt in der Geschichte des Klosters darstellt. Damals wurden nicht nur einzelne liturgische Geräte zu Geld gemacht, sondern alle Kelche des Klosters.
926 fielen die Ungarn im Kloster ein. Die Verluste am Kirchenschatz wären schwer gewesen, hätte man nicht grosse Teile rechtzeitig in Sicherheit gebracht. Kerzenständer, vermutlich Altarleuchter, wurden dabei in der Schatzkammer zurückgelassen. Entweder waren sie weniger kostbar oder weniger wichtig als Reliquiare, Bücher oder liturgische Geräte.
Im Jahr 937 entfachte ein Klosterschüler ein Feuer, von dem besonders jener Turm betroffen war, in dem die Kostbarkeiten aufbewahrt wurden, was einen Teil des Schatzes zerstörte. Dank einer Evakuierung der wertvollsten Stücke gingen die Verluste glimpflich aus. In einer Nacht um 1210 verbrannten 18 Ornate, deren Wert man auf 300 Mark Silber schätzte.
Wie der Schatz vor der Reformation aussah, lässt sich heute nur noch anhand von Quelltexten rekonstruieren. Denn einen radikalen Einschnitt erlitt der Kirchenschatz zwischen 1526 und 1529 durch den Bildersturm. Im Rahmen dieser Revolte war das Kloster aufgehoben und von der Stadt angekauft worden. Den Mitgliedern des Klosters sollte eine Abfindung gezahlt werden. Der Bildersturm erschien noch impulsiv, doch die damit verbundene Auflösung des Schatzes wurde geplant durchgeführt. Das Anliegen der Protestanten war, den Schatz bestmöglich zu Geld zu machen. Goldschmiedearbeiten, Gold und Silber wurden eingeschmolzen und vermünzt, weitere Wertgegenstände verkauft. Doch als die Protestanten nur wenige Jahre später, 1531, die Schlacht bei Kappel verloren, wurde der Ankauf des Klosters als ungültig erklärt. Der Abt erhielt wieder Rechte, und die Stadt musste Schadensersatz für die Zerstörung zahlen. Die Schadensersatzforderung bietet Wissenschaftlern heute eine gute Aufstellung des zerstörten Kirchenschatzes. Der Schatz war beinahe vollständig zerstört worden. Das Kloster schätzte den Schaden auf rund 30'000 Gulden. Der Schadenersatz (für alle entstandenen Schäden) wurde 1532 auf 10'000 Gulden festgesetzt.
Im 17. bis 18. Jh. füllte sich das Kloster erneut mit wertvollen Werken. Dank illustrierten Aufzeichnungen aus jener Zeit kennt man den Bestand vor der Auflösung des Stifts im Jahr 1805 genau. Im Zusammenhang mit den folgenden politischen Umwälzungen traten erneut massive Verluste ein.

## Erhaltene Kunstwerke
Die Anzahl der bis heute erhaltenen Kunststücke ist überschaubar. Dazu zählen neben den unten genannten Objekten unter anderem das als «gewöhnliche Monstranz» bekannte Schaugefäss, eine Schale mit graviertem Gallusrelief, eine Paxtafel von 1510, zahlreiche Kelche, darunter 14 aus der Zeit vor 1785, zwei silberne Reliquienaltärchen von 1662 sowie ein Abtsstab aus dem 17. Jh. mit antiken Kameen und zwei Rokokofiguren von Petrus und Paulus. Darüber hinaus gibt es rund 30 barocke Messgewänder, darunter sieben mehrteilige Ornate aus Kaseln, Rauchmänteln und Dalmatiken, sowie die dazu passenden Stolen und Kelchvelen. Zugekauft wurden zum Beispiel ein spätgotisches Turmziborium und eine Barockmonstranz.
Über weniger offensichtliche Wertgegenstände sagen die Quellen wenig. So ist beispielsweise über Ziborien abgesehen von Materialangaben nichts mehr bekannt. Ebenso wenig gibt es Kenntnisse über Kanzeln und Lesepulte. Es ist nicht einmal bekannt, ob sie beweglich oder immobil waren.

### Bentz-Kelch

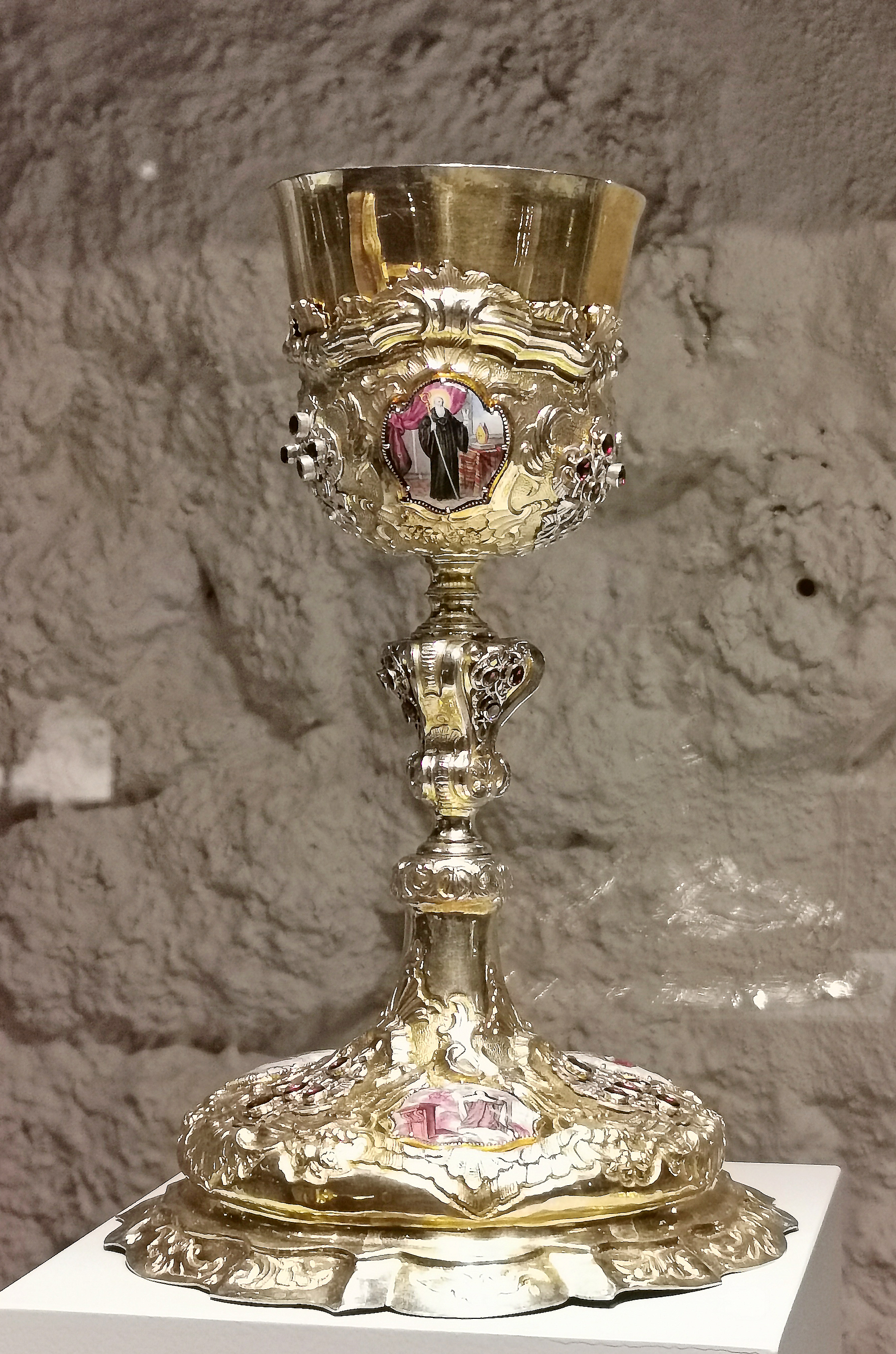
Bentz-Kelch von 1750

Der Abendmahlskelch mit Heiligen von 1750 wird auch Bentz-Kelch genannt. Er ist eine Stiftung von Maria Theresia Meyer für ihren Sohn und Mönch im Kloster St. Gallen, Pater Athanasius Bentz (1708–1772).

### «Reiche Monstranz»
Die sogenannte «Reiche Monstranz» wurde 1781 von Abt Beda bestellt. Angefertigt hat sie Josef Anton Seethaler in Augsburg. Dabei handelt es sich um ein 93 cm hohes, ovales Strahlenkreuz. Darauf eingearbeitet sind zwei ältere Objekte: ein Topas mit einer «vorzüglich» eingravierten Kreuzigungsszene sowie ein flügelspreizender Pelikan aus Email, beide aus dem 16. Jh. Besetzt ist es mit weiteren Edelsteinen, wie Amethysten, Hyacinthen, Saphiren und Diamanten. Diamanten waren schon zahlreich im Klosterschatz vorhanden, weil der Vorgänger Abt Bedas diese wegen der Entdeckung der Diamantenminen in Brasilien 1733 günstig hatte erwerben können. Die heutige Anordnung der Steine stimmt nicht mehr genau mit der ursprünglichen Beschreibung überein. Darüber hinaus ist die Monstranz mit ehemals wohl farblich emaillierten Weinreben verziert. In seinem Tagebuch hielt Abt Beda zu Weihnachten 1783 fest, dass die reiche Monstranz geliefert worden sei. Später wurde sie nur noch am Fronleichnamsfest eingesetzt.

### Silberstatuen
Von ehedem fünfzehn Silberstatuen aus dem 17. Jh. sind heute noch zwei erhalten. Eine stellt St. Gallus dar, die andere St. Otmar. Über die Anschaffung der Kleinplastiken durch Abt Bernhard II sind aussagekräftige Dokumente erhalten, darunter das Ausgabenbuch mit Reiseabrechnung, Arbeitsvertrag und Gestaltungswünschen. Im Februar 1623 wurde über die Herstellung beraten, daraufhin Silber eingeschmolzen, am 21. März erging der Auftrag nach Augsburg, und am 23. Dezember wurden die fertigen Statuen ans Kloster übergeben.
Mit Sockel sind die Kunstwerke ca. 88 cm hoch. Die Podeste sind aus Ebenholz, mit Silber beschlagen und als Reliquienkästen nutzbar. Beide Personen tragen ein weites Faltengewand mit Ärmeln und Kapuze. Jede Figur trägt vergoldete Details. Bemerkenswert ist bei der Figur von St. Gallus die detailreich verzierte Baumrinde. Bei St. Otmar ist eine abnehmbare, faltige Pluviale besonders detailliert gearbeitet.

### Pergament-Ornat

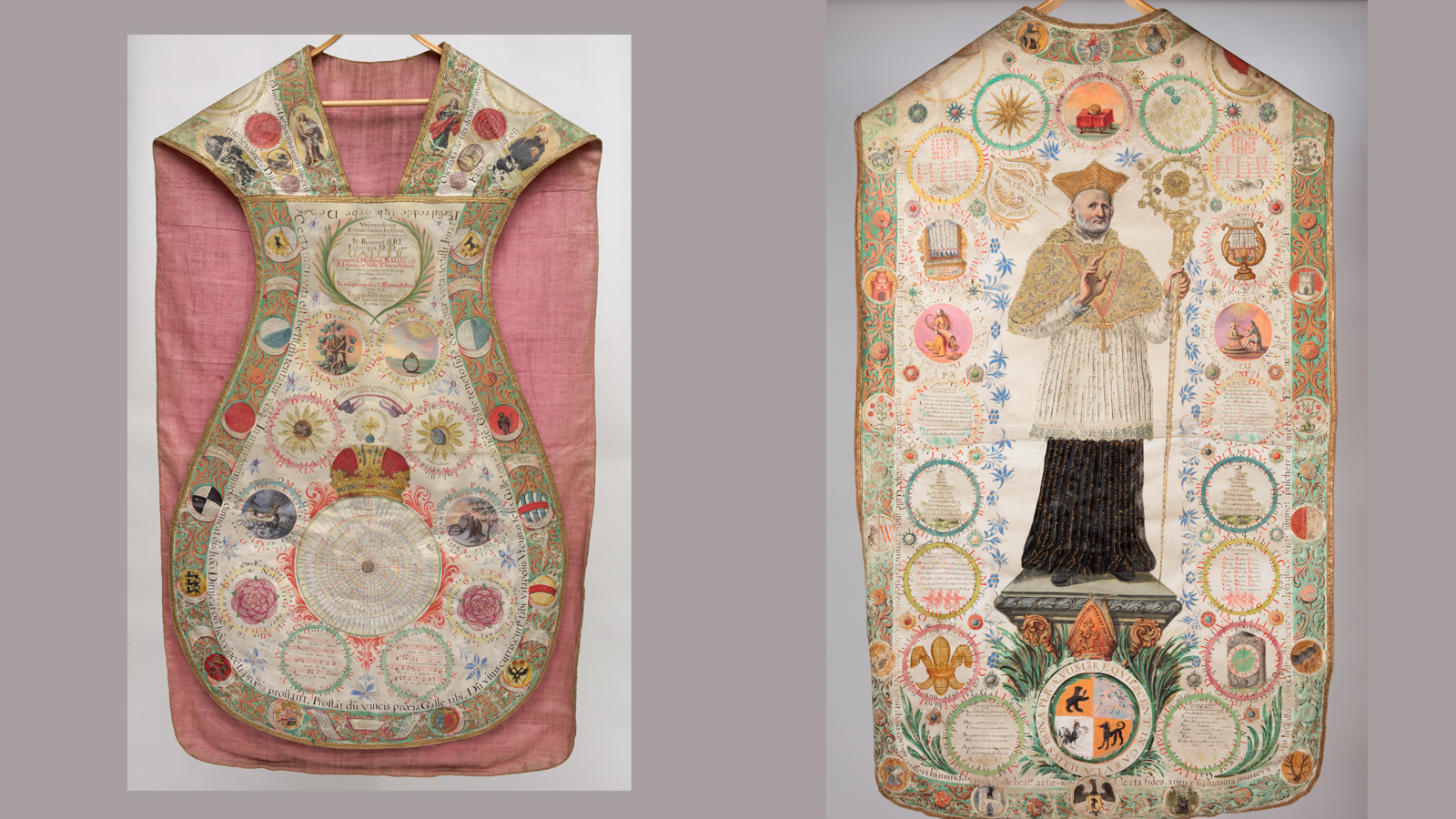
Barockes Kasel (vorne und hinten) für Abt.Gallus Alt 1684/85

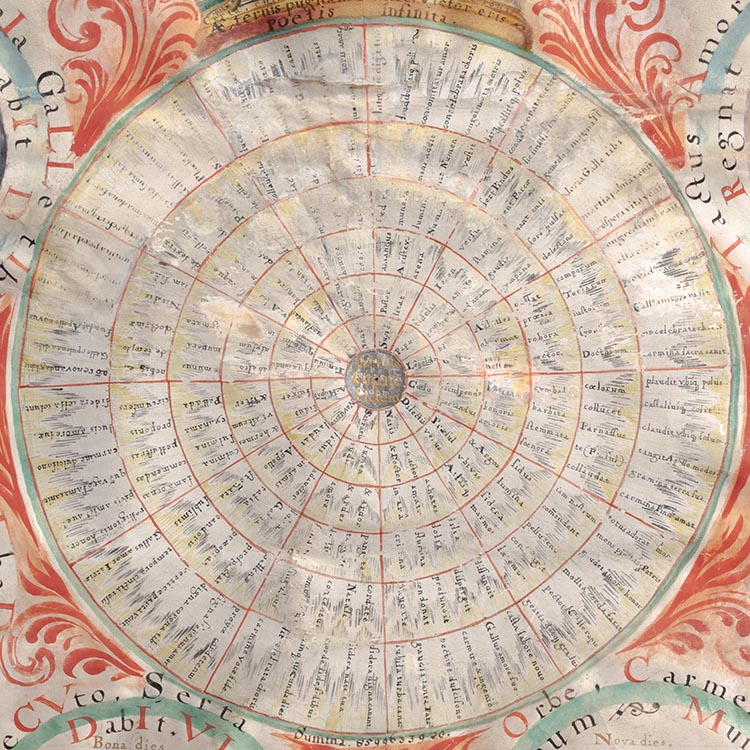
Detail Barockkasel (hinten) für Abt.Gallus Alt mit Darstellung eines Poesierades.

In der katholischen Jubiläumskultur erhielten wichtige Kirchenvertreter zu Feiertagen aufwendig gestaltete Festschriften. Eine originelle Art von Festschrift stellt ein Ornat dar, das nicht aus Stoff, sondern aus Pergament und Karton geschneidert ist. Zu dem Ornat gehören sieben Stücke: Kasel, Mitra, Stola, Birett, Manipel, Antependium und ein Abtsstab. Inwiefern die Stücke ein Gesamtornat bilden, ist bisher nicht exakt geklärt. Ebenso bieten die reichen Verzierungen komplexe Deutungsmöglichkeiten, nicht zuletzt mit Zahlen- und Farbsymbolik, die bisher nicht abschliessend geklärt sind. Die Verzierungen bestehen aus farbigen Abbildungen, Nummerierungen, Blumen und Blüten, Wappen, Emblemen, Gedichten, Sprüchen und Versen. Alle mikrographischen Bildmalereien wurden von P. Gabriel Hecht angefertigt. Beschriftungen wurden von verschiedenen Mönchen des Klosters angefertigt.
Die sieben Teile sind zeitlich in zwei Zeiträume aufzuteilen. Die ersten Stücke waren Kasel, Mitra und Stola, die 1685 zu Ehren von Abt Gallus Alt (Amtszeit 1654–1687) angefertigt wurden, wenngleich Stola und Manipel für Dekan Antonius von Beroldingen bestimmt waren. Die weiteren Stücke folgten 1731 bis 1737 als Huldigungsgaben für Abt Joseph von Rudolphi (Amtszeit 1717–1740).
Ab 1731 kam Hebräisch als Sprache in den Verzierungen hinzu. Auf dem Abtsstab sind damit drei Sprachen vertreten: Latein, Griechisch und Hebräisch. In den Versen auf dem Abtsstab wird Abt Rudolphi als guter Hirte gefeiert.
Als erstes erhielt Abt Gallus die Mitra. Die als Prunkstück angesehene Kasel folgte am Gallustag 1685. Anlass, Datum, Ausführende und Beteiligte sind auf der Vorderseite der Kasel genannt. Die Kasel besteht aus drei Pergamentstücken. Das zentrale Bild der Kasel ist auf dessen Rückenteil und damit der Kirchengemeinde meist zugewandt. Das Bildnis zeigt den Abt als geistlichen und weltlichen Herren. Der gestalterische Aufbau mit einem hellen Hauptfeld, einer grünen Bordüre, Medaillons und Texten überzeugt mit einer ausgewogenen Darstellung.

### Poesierad als Motiv
Die Kasel zeigt auf der Rückseite, die dem Publikum zugewandt war, ein Poesierad. Dabei handelt es sich um eine barocke Spielerei ähnlich wie die Figurengedichte. Das Poesierad trägt den Titel Poesia Infinita. Im Innern des Rades findet sich die Zueignung: Galle, tuere fidem! (Übersetzung: Gallus, trag Sorge zum Glauben). Die Schöpfer der Kasel haben es beim barocken Dichter F. Paschasius gefunden, das in der Ausgabe von 1669 der Poesia articiosa als Separatdruck beilag. Wird es auf Papierscheiben übertragen, so kann damit eine Vielzahl von grammatikalisch korrekten, aber weitgehend sinnfreien, lateinischen Gedichten gebildet werden. Die Schöpfer des Messgewandes liessen sich bei Paschasius inspirieren, richeten aber ihre Version auf den konkreten Empfänger und die Zeitumstände aus.
Das Pergamentsornat gehört zu einer ausgeprägten Fest- und Festschriftkultur, die im Kloster in St.Gallen vom 17. bis ins 19. Jahrhundert gepflegt wurde und bei der eine ganze Palette von literatrischen und volkstümlichen Elementen zum Einsatz kamen. Der Jubilar galt einerseits als sparsam, wenn es aber um Gottesdienst und Heiligenverehrung ging, so legte er diese Sparsamkeit ab und zeigte sich von der opulenten Seite. Dieser Aspekt des frühneuzeitlichen Klosterlebens fand auch seinen Niederschlag in der zeitgenössischen Literatur.
Ein Hinweis, dass die sieben Teile als zusammengehörig angesehen wurden, bietet das Birett. Es wurde 1737 als Geburtstagsgeschenk für Abt Rudolphi in Auftrag gegeben. Ein erwartetes Geschenk wäre jedoch eine Mitra gewesen, doch eine pergamentene Mitra war bereits vorhanden. Der Tragekomfort muss materialbedingt niedrig gewesen sein, denn Abt Rudolphi vermachte das «starre Kästchen» noch im selben Jahr der Stiftsbibliothek.

### Otmarsreliquiar
Erhalten ist das Otmarsreliquiar von vor 1500. Dabei handelt es sich um eine kleine Schatulle mit einer Art Giebeldach.

### Gestohlen: Elfenbein-Reliquiar
Gegenstände, die nicht aus Edelmetall gefertigt waren, entgingen eher der Zerstörung, weshalb ein 54 cm grosser Elefantenstosszahn lange Zeit erhalten blieb. Er war in St. Gallen wohl bereits seit langer Zeit vor der Mitte des 11. Jahrhunderts aufbewahrt worden, eventuell stammte er aus dem 10. Jh. Ursprünglich ein Olifant, schenkte Abt Nortpert (Amtszeit 1034–1072) zwei von ihnen dem Kloster. In der Stifterinschrift bittet er: «Gib mir zum Lohne einen Sitz im Paradies» (Abt Nortpert). In gotischer Zeit wurden die Hörner in Reliquiare umgearbeitet.
Eines dieser Elfenbeinobjekte war über Umwege ins Schweizerische Landesmuseum in Zürich gelangt, wo es 1986 gestohlen wurde. Aus romanischer Zeit war es das einzige Exemplar in der Schweiz; ein zweites befand sich in Wien. «Der schwerste Diebstahl, den das Landesmuseum bisher erlitt», wie die Neue Zürcher Zeitung schrieb.

## Rekonstruierte Kunstgegenstände
Anhand von Quellen versuchen Forscher Entstehung, Geschichte und Aussehen verschiedener Kunstgegenstände zu rekonstruieren, die heute nicht mehr existieren.

### Reliquiar des Salomon
Einer davon ist das Reliquiar des Salomon, welches ihm zur Mönchsweihe umgehängt wurde. Es könnte sich um einen kleinen, komplett mit Gold beschlagenen Kasten gehandelt haben. Über Form, Grösse, Inhalt, Inschrift, Material und Datierung unterscheiden sich die Angaben sehr. Über seinen Verbleib ist nichts bekannt. Es wird vermutet, dass es 1529 zu Geld gemacht worden ist. Auch an der Rekonstruktion grösserer Reliquienschreine versuchten Forscher sich, z. B. am Schrein des heiligen Otmar oder des Constantius.

### Rekonstruktion: Salomon-Kreuz
Das Reliquienkreuz des Abtes Salomon wurde wahrscheinlich unter Abt Engilbert (Amtszeit 925–933) von Herzog Puchard von Schwaben ins Kloster eingebracht. Es nahm eine wichtige Stellung im religiösen Leben ein. Der Kern des Kreuzes bestand aus Lindenholz. Dieser war mit silbernen und teilweise vergoldeten Tafeln verziert und mit Edelsteinen besetzt. Dargestellt waren biblische Szenen, wie beispielsweise die Kreuzigung Jesu. Reliefs waren mit einer harten Füllmasse hintergossen. Charakteristisch für dieses Kreuz ist die trapezförmige Verbreiterung zu den Enden. Eventuell ist es dieses Kreuz, das auf einer geschnitzten Einbandtafel aus Elfenbein, entstanden um 900, des Codex 53 abgebildet ist; einer Prachtshandschrift aus dem ausgehenden 9. Jh., die seit ihrer Entstehung in der Stiftsbibliothek St. Gallen verwahrt wird.
Es ist unklar, ob es sich bei dem in den Quellen als Kreuz des Gallus und dem Kreuz des Salomon um denselben Gegenstand handelt.

### Rekonstruktion: Grosser Kelch
Der sogenannte «Grosse Kelch» war mutmasslich ein Kelch aus Gold, der mit hoher Wahrscheinlichkeit einer Spende Karls des Dicken zugeschrieben wird. Dieses Gefäss lässt sich über mehrere Quellen hinweg verfolgen, aufgrund seiner Grösse, Form und des für einen Kelch eher ungewöhnlichen Materials. Im Laufe der Geschichte wurde der Kelch gestohlen, zurückgegeben, verpfändet, zurückerworben, verkauft und schliesslich zerstört. Vermutlich galt ein so grosser Spendenkelch für den liturgischen Gebrauch mit der Zeit als veraltet, weshalb er keinen Zweck mehr erfüllte. Er sollte in Zürich an Juden verkauft werden. Diese durften jedoch auf Todesstrafe keine funktionsfähigen liturgischen Geräte ankaufen, weshalb er vor dem Verkauf vom Verkäufer zerbrochen wurde.

## Galerie

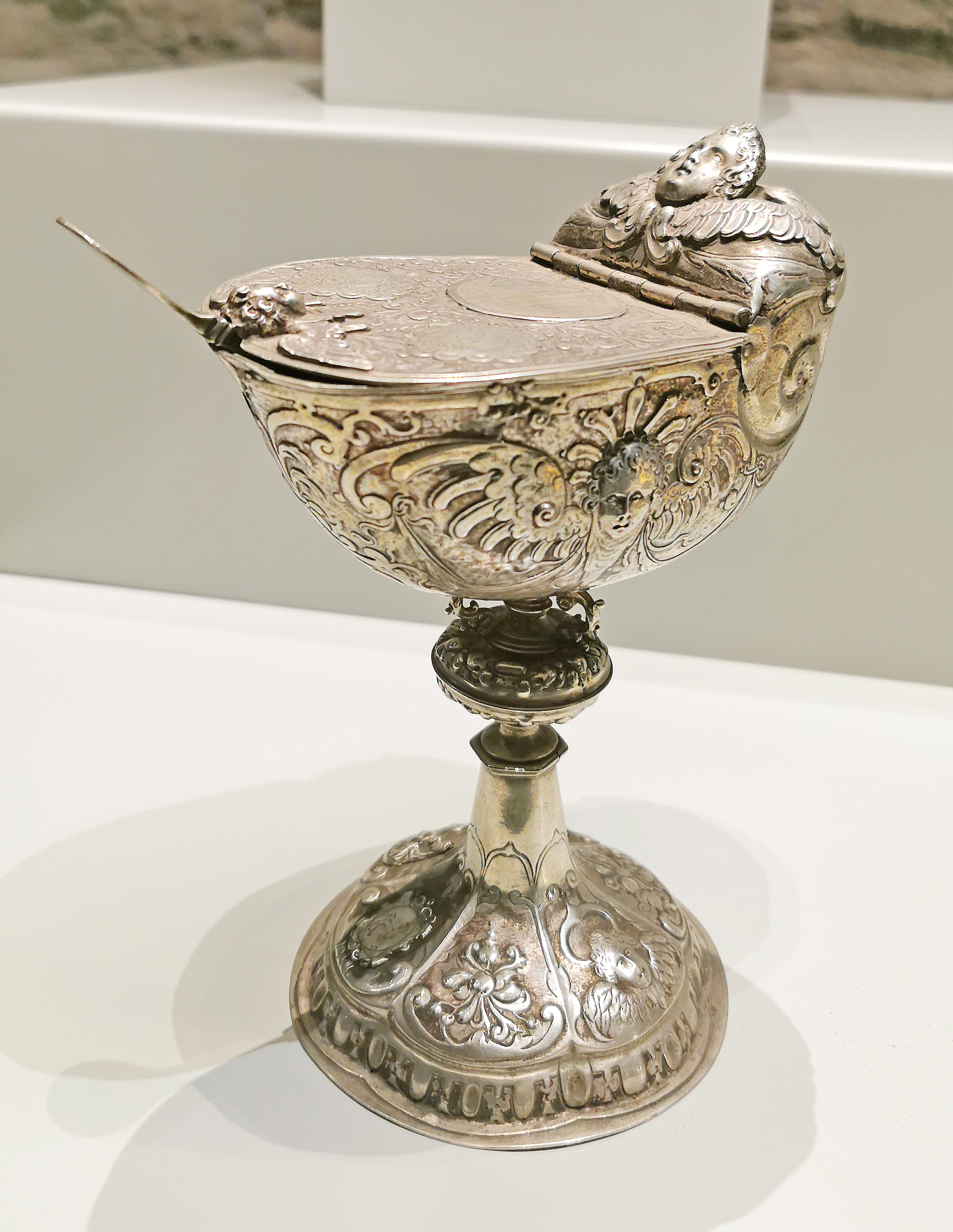
Weihrauchschiffchen mit Löffel, 1631
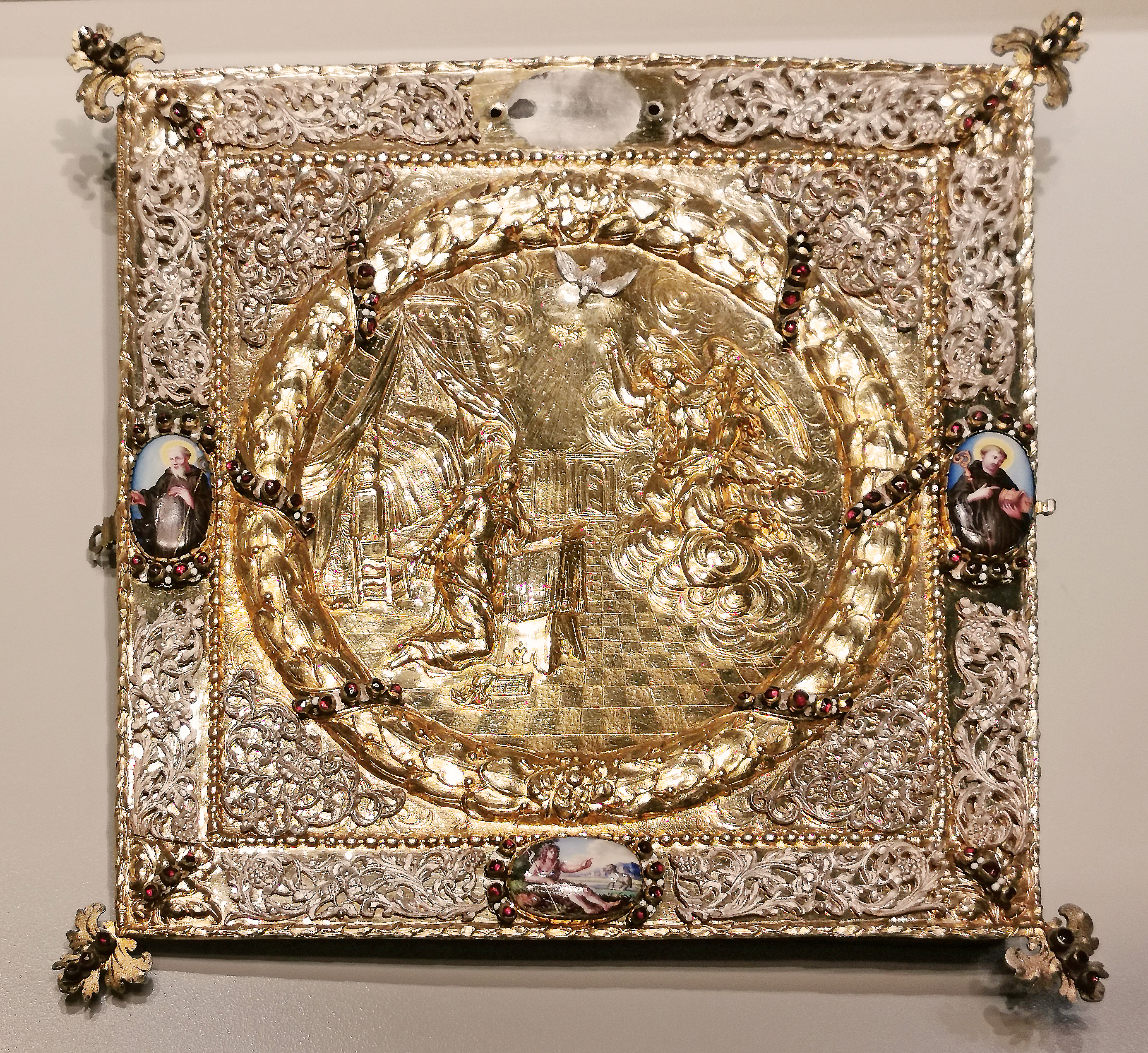
Bursa, 1696–1700
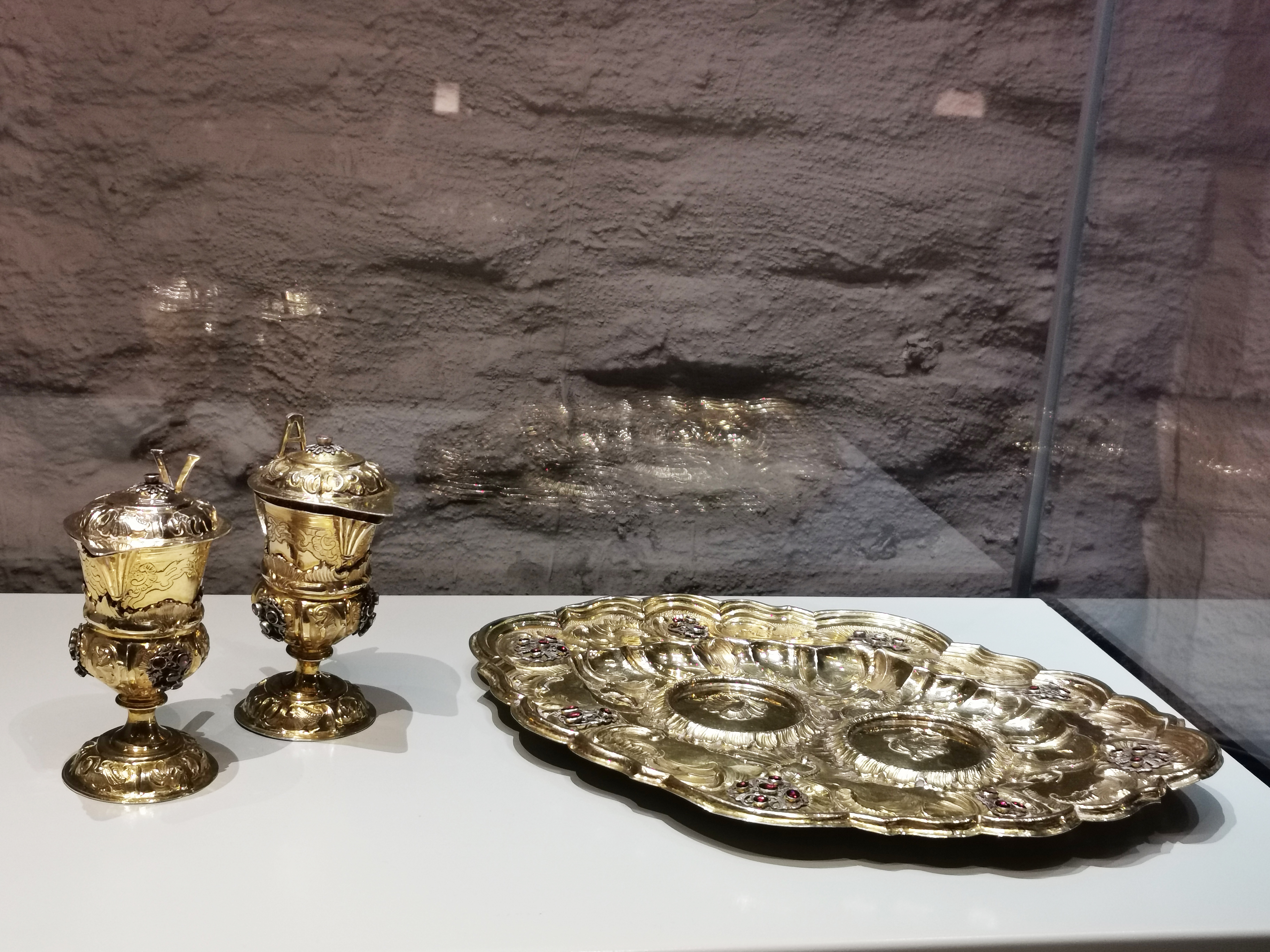
Messkännchen und Platte von Pater Bentz, ca. 1700
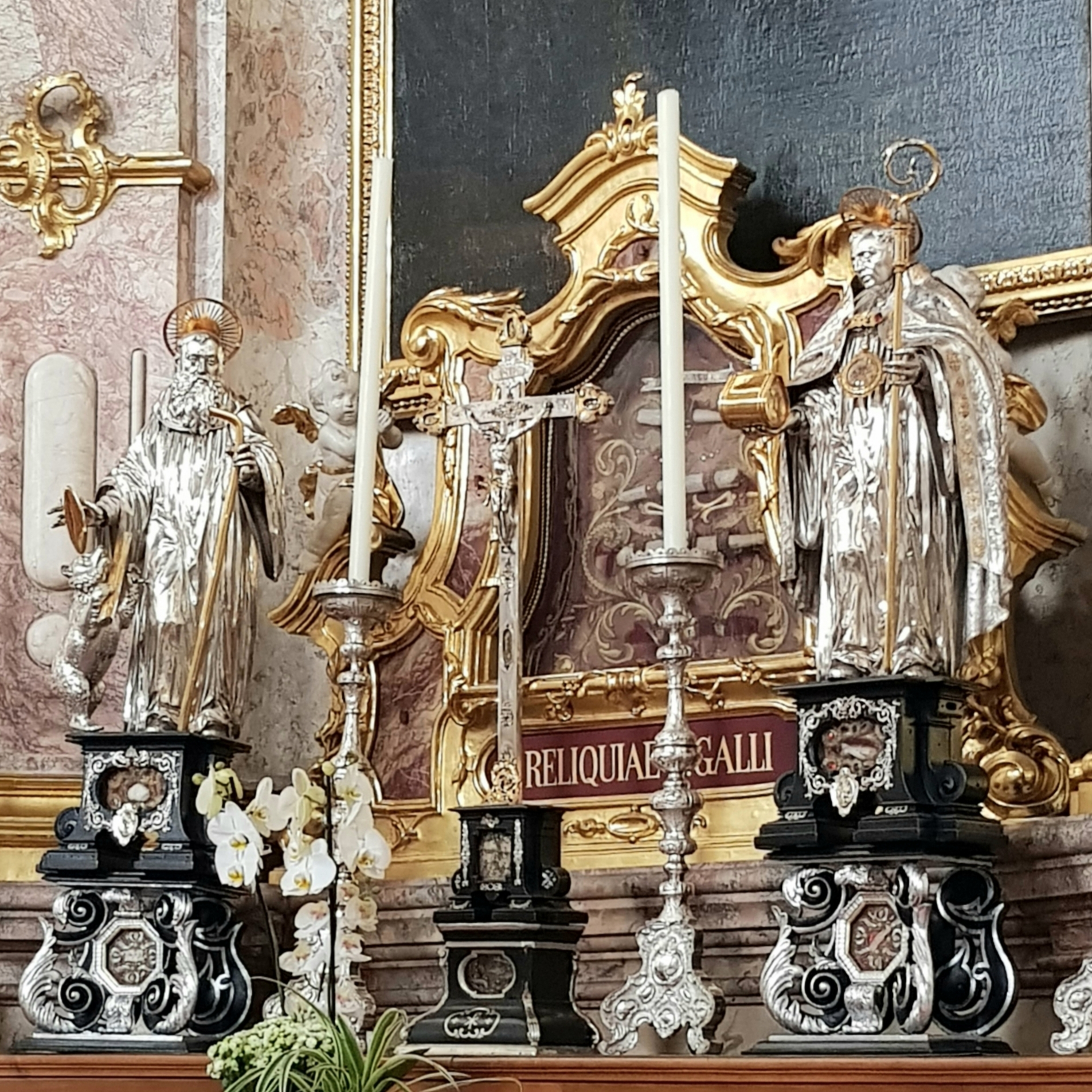
Silberstatuen von St. Gallus und St. Otmar, Stiftskirche St. Gallen